# Hello Afrika (musikalbum)
För debutsingeln med samma namn, se Hello Afrika (låt av Dr. Alban).
Hello Afrika är ett musikalbum från 1990 av den svenske artisten Dr. Alban. Det var hans debutalbum som producerades av Denniz Pop och släpptes på skivbolaget SweMix Records. På Hello Afrika maxisingeln är No Coke B-sida.
Albumet släpptes i en andra utgåva 1991 med en något annorlunda låtuppsättning.

## Låtlista

### Originalversion
1. "The Alban Prelude" (1:33)
2. "U & Mi" (3:44)
3. "No Coke" (with Intro) (7:00)
4. "Sweet Reggae Music" (5:25)
5. "Hello Afrika" (5:44)
6. "China Man" (5:04)
7. "Groove Machine II" (2:08)
8. "Proud! (To Be Afrikan)" (4:16)
9. "Our Father (Pater Noster)" (4:40)
10. "Man & Woman" (5:09)
11. "No Coke (No Hasch-Hasch Mix)" (6:10)
12. "Hello Afrika (42 Street Mix)" (6:29)
13. "Thank You" (4:19)

### Andra utgåvan
1. "The Alban Prelude" (1:35)
2. "U & Mi" (3:47)
3. "No Coke" (6:41)
4. "Sweet Reggae Music" (5:27)
5. "Hello Afrika" (5:45)
6. "Stop the Pollution" (3:42)
7. "Our Father (Pater Noster)" (4:44)
8. "Proud! (To Be Afrikan)"(4:17)
9. "Groove Machine 2" (2:10)
10. "U & Mi (Remix 91)" (5:02)
11. "No Coke (Float Remix)" (3:49)